# The Kingdom of Steel
The Kingdom of Steel è un album raccolta del 1998 del gruppo musicale heavy metal Manowar.

## Tracce
1. Manowar
2. Blood of My Enemies
3. Kill with Power
4. Sign of The Hammer
5. Courage
6. Fighting the World
7. Kings of Metal
8. Metal Warriors
9. Heart of Steel
10. Number One
11. The Gods Made Heavy Metal
12. Hail and Kill
13. Warlord
14. The Power
15. Battle Hymn
16. The Crown and the Ring

## Formazione
- Eric Adams - voce
- Karl Logan - chitarra
- Joey DeMaio - basso
- Scott Columbus - batteria